# Olinta
|  | La pàgina és sobre el nom de pila. Per al fàsmid vegeu Olinta bubastes |

Olinta (d'origen grec el significat del qual és figa Immadura) és un nom de pila usat a Itàlia i en països de parla portuguesa.

## Variants
- Masculí: Olindo, Orindo, Orlindo, Olinto.
- Femení: Olinda, Orinda, Orlinda.

## Onomàstica
- 21 de juliol

## Història
Olinta és el nom d'origen d'una illa a Croàcia. Sota la pressió dels segles, el nom va esdevenir a Solinta i més endavant Solta, que és com es coneix en l'actualitat. Les marques de la presència grega i romana a l'illa són visibles a través de tota l'illa.

## Vida animal
Existeix un fàsmid d'uns 8cm. anomena Olinta bubastes, una espècie d'origen brasiler descrita per primera vegada a Westwood (1859).
Podem trobar-ne una mostra en la Col·lecció de Fàsmids del Museu de Ginebra.